# オールモスト・ブルー
オールモスト・ブルー(Almost Blue)は、1981年発表のエルヴィス・コステロ&ジ・アトラクションズのアルバム。全英7位を記録した。

## 解説
エルヴィス・コステロにとって6枚目のアルバム。プロデューサーはビリー・シェリル。アメリカのナッシュビルで録音された。
このアルバムの収録曲はすべてカントリーソングのカバーで構成される。もともとはその当時のコステロ自身の憂鬱な気持ちを反映した「ブルー」な曲を集めたものにしようと考えていたが、次第にカントリーに惹かれていき、最終的にカントリーを集めた形となった、とコステロ自身が語っている。
このアルバムからは「グッド・イヤー・フォー・ザ・ローゼズ - A Good Year for the Roses」、「スウィート・ドリームス - Sweet Dreams」がシングルカットされ、「グッド・イヤー・フォー・ザ・ローゼズ - A Good Year for the Roses」はイギリスのシングルチャートで6位になった。また、「アイム・ユア・トイ - I'm Your Toy」のロイヤルアルバートホールでライブレコーディングされたテイクもシングルリリースされた。
演奏にはジ・アトラクションズのメンバーの他、かつて「マイ・エイム・イズ・トゥルー」にギターで参加したジョン・マカフィーがギターとペダルスティール・ギターで参加している。
アルバムジャケットはジャズギタリストのケニー・バレルの「Midnight Blue」のパロディ。
オリジナル盤には「注意、このアルバムはカントリー＆ウエスタンが含まれています。了見の狭い人は拒否反応をおこすかもしれません」と書かれたステッカーが貼ってあった。

## 収録曲
1. ホワイ・ドント・ユー・ラヴ・ミー(ライク・ユー・ユースト・トゥ・ドゥ)？ - Why Don't You Love Me (Like You Used to Do)?
2. スウィート・ドリームス - Sweet Dreams
3. サクセス - Success
4. アイム・ユア・トイ - I'm Your Toy
5. トゥナイト・ザ・ボトル・レット・ミー・ダウン - Tonight the Bottle Let Me Down
6. ブラウン・トゥ・ブルー - Brown to Blue
7. グッド・イヤー・フォー・ザ・ローゼズ - A Good Year for the Roses
8. シッティン・アンド・シンキン - Sittin' and Thinkin
9. カラー・オブ・ザ・ブルース - Colour of the Blues
10. トゥー・ファー・ゴーン - Too Far Gone
11. ハニー・ハッシュ - Honey Hush
12. ハウ・マッチ・アイ・ライド - How Much I Lied

### ボーナス・トラック (1994 Rykodisc)
1. ヒーズ・ガット・ユー - He's Got You (Live)
2. クライ、クライ、クライ - Cry Cry Cry (Live)
3. ゼア・ウォント・ビー・エニーモア - There Won't Be Anymore (Live)
4. シッティン・アンド・シンキン - Sittin' and Thinkin (Live)
5. ハニー・ハッシュ - Honey Hush (Live)
6. サイコ - Psycho (Live)
7. ユア・エンジェル・ステップス・アウト・オブ・ヘヴン - Your Angel Steps Out of Heaven
8. ダーリン、ユー・ノウ・アイ・ウドゥント・ライ - Darling, You Know I Wouldn't Lie
9. マイ・シューズ・キープ・ウォーキング・バック・トゥ・ミー - My Shoes Keep Walking Back to You
10. ティアーズ・ビフォー・ベッドタイム - Tears Before Bedtime
11. アイム・ユア・トイ (ライヴ) - I'm Your Toy (Live)

### ボーナス・トラック (2004 Rhino)
1. ストレンジャー・イン・ザ・ハウス - Stranger in the House
2. ウィ・オッタ・ビー・アシェイムド - We Ought to Be Ashamed
3. レイディオ・スウィートハート(ライヴ) - Radio Sweetheart (Live)
4. ストレンジャー・イン・ザ・ハウス(ライヴ) - Stranger in the House (Live)
5. サイコ(ライヴ) - Psycho (Live)
6. イフ・アイ・クッド・プット・ゼム・オール・トゥゲザー(アイド・ハヴ・ユー)(ライヴ) - If I Could Put Them All Together (I'd Have You) (Live)
7. モーテル・マッチズ(ライヴ) - Motel Matches (Live)
8. ヒール・ハヴ・トゥ・ゴー(ライヴ) - He'll Have to Go (Live)
9. ガールズ・トーク(ライヴ) - Girls Talk (Live)
10. トゥー・ファー・ゴーン(ロスト・セッション・ヴァージョン) - Too Far Gone
11. ヒーズ・ガット・ユー(ロスト・セッション・ヴァージョン) - He's Got You
12. ホンキー・トンク・ガール - Honky Tonk Girl
13. ザッツ・ホワイ・アイム・ウォーキング - That's Why I'm Walking
14. ワンダリング - Wondering
15. ダーリン、ユー・ノウ・アイ・ウドゥント・ライ - Darling, You Know I Wouldn't Lie
16. マイ・シューズ・キープ・ウォーキング・バック・トゥ・ミー - My Shoes Keep Walking Back to You
17. ブルース・キープ・コーリング - Blues Keep Calling
18. ティアーズ・ビフォー・ベッドタイム - Tears Before Bedtime
19. サイコ - Psycho
20. クライ、クライ、クライ - Cry, Cry, Cry
21. アイル・テイク・ケア・オブ・ユー - I'll Take Care of You
22. ユア・エンジェル・ステップス・アウト・オブ・ヘヴン - Your Angel Steps Out of Heaven
23. ブラン・ニュー・ハートエイク(ライヴ) - Brand New Heartache (Live)
24. ゼア・ウォント・ビー・エニーモア(ライヴ) - There Won't Be Anymore (Live)
25. シッティン・アンド・シンキン(ライヴ) - Sittin' and Thinkin (Live)
26. ハニー・ハッシュ(ライヴ) - Honey Hush (Live)
27. アイム・ユア・トイ (ライヴ) - I'm Your Toy (Live)

## プレイヤー
- Elvis Costello - vocals, guitar
- Steve Nieve - piano, organ
- Bruce Thomas - bass
- Pete Thomas - drums

## サポート・メンバー
- John McFee - lead guitar and pedal steel guitar